# Ryan Watson (Eishockeyspieler)
Ryan Watson (* 12. Juni 1981 in Lethbridge, Alberta) ist ein ehemaliger italo-kanadischer Eishockeyspieler.

## Karriere
Watson war zunächst von 1998 bis 2000 für die Lethbridge Hurricanes in der Top-Juniorenliga Western Hockey League aktiv, wo er zwei mäßige Saisonen spielte. Deutlich erfolgreicher war der links schießende Italo-Kanadier im Trikot der Drayton Valley Thunder und South Surrey Eagles mit Spielbetrieb in der Alberta Junior Hockey League bzw. British Columbia Hockey League. Dort belegte er jeweils teamintern in den Saisonen 2000/01 und 2001/02 einen Spitzenplatz in der Scorerliste. Anschließend sammelte er erste Erfahrungen bei den Oklahoma City Blazers in der Central Hockey League, für die Watson bis 2004 regelmäßig auflief. Nach einem einjährigen Engagement in der ECHL im Dress der Victoria Salmon Kings kehrte der Italo-Kanadier in die Central Hockey League zurück und lief in der Folge für die Memphis RiverKings aufs Eis. Nach einem kurzen Zwischenstopp in der britischen Elite Ice Hockey League – Watson absolvierte neun Partien für die Manchester Phoenix – kehrte er abermals in die Central Hockey League zurück.
Zur Saison 2008/09 wechselte der Flügelstürmer nach Italien und unterschrieb einen Vertrag beim SG Cortina. Gleich in seiner ersten Spielzeit war er gemeinsam mit Jordan Krestanovich erfolgreichster Scorer der Mannschaft mit 53 Scorerpunkten. Es folgte eine weitere Saison in Cortina d’Ampezzo, ehe Watson beim Ligakonkurrenten Ritten Sport unterzeichnete. Die Saison 2011/12 verbrachte der Stürmer beim HC Pustertal, mit dem er die Playoff-Finals erreichte und dem HC Bozen unterlag.

### International
Für Italien nahm Watson 2011 an der Weltmeisterschaft der Division I teil, bei der er mit der Mannschaft den Aufstieg in die Top-Division erreichte. Watson stand dabei in vier Spielen auf dem Eis und erzielte eine Torvorlage. Insgesamt absolvierte er zehn Länderspiele für Italien, in denen er ein Tor und zwei Assists verbuchte.

## Erfolge und Auszeichnungen
- 2011 Aufstieg in die Top-Division bei der Weltmeisterschaft der Division I